# Nkoelon
Nkoelon est un village de la Région du Sud du Cameroun. Situé dans l'arrondissement de Campo dans le département de l'Océan, Nkoelon est localisé dans le Parc national de Campo-Ma'an.

## Géographie
Localisé à 3°32'00" N et 11°19'00" E, le village de Nkoelon est un village de la commune de Campo. Nkoelon est situé dans la forêt tropicale du sud Cameroun, tout près du village Mvini.

## Population et société

### Démographie
Nkoelon comptait 64 habitants lors du dernier recensement de 2005. 

### Activités touristiques
Sa présence dans le parc national de Campo-Ma'an favorise le développement d'une activité écotouristique avec le GIC CODEVI-Ecotour qui intervient à Nkoelon et Minvi et offre un circuit écotouristique avec une randonnée pédestre dans le Parc et la découverte de quelques curiosités de la nature comme les grottes à Picathartes. Une case de passage pour les touristes est édifiée à Nkoelon.